# Neolophonotus loewi
Neolophonotus loewi là một loài ruồi trong họ Asilidae. Neolophonotus loewi được Londt miêu tả năm 1988. Loài này phân bố ở vùng nhiệt đới châu Phi.